# جزیره کاتروت
جزیره کاتروت (به انگلیسی: Cutthroat Island) یا ملکه دزدان دریایی یک فیلم ماجراجویی در سبک شمشیربه‌دستان محصول سال ۱۹۹۵ به کارگردانی رنی هارلین است. در این فیلم بازیگرانی همچون جینا دیویس، متیو موداین، فرانک لانگلا، مائوری چایکین، پاتریک مالاهید، استن شو، هریس یولین، رکس لین، پال دیلان، کریستوفر مسترسن، ریچارد لیف، روپرت ونسیتارت ایفای نقش کرده‌اند.
این یک فیلم بدنام آشفته و پر هرج و مرج بود که شامل بازنویسی‌ها و بازنویسی‌های متعدد بود. واکنش‌های انتقادی، جایی که فیلمنامه در کانون انتقاد قرار داشت، عموماً منفی بود. این یکی از بزرگ‌ترین بمب‌های باکس آفیس در تاریخ بود، با زیان ۱۴۷ میلیون دلاری که بر اساس تورم تنظیم شد. این بمب در رکوردهای جهانی گینس به عنوان بزرگ‌ترین بمب گیشه در تمام دوران‌ها ثبت شده‌است، و تا زمان فیلم دزدان دریایی کارائیب: نفرین مروارید سیاه در سال ۲۰۰۳، قابلیت بانکداری و تولید هالیوودی فیلم‌هایی با مضمون دزدان دریایی را کاهش داد. شکست این فیلم باعث بسته شدن کمپانی کارولکو پیکچرز شد.

## گیشه
این فیلم مجموعاً بودجه تولیدی ۹۲ تا ۹۸ میلیون دلاری داشت (اگرچه برخی این رقم را تا ۱۱۵ میلیون دلار تخمین زدند). این فیلم در رتبه ۱۳ باکس آفیس ایالات متحده قرار گرفت، و مجموع درآمد ناخالص ایالات متحده تنها ۱۰ میلیون دلار بود. در سال ۲۰۱۴، لس آنجلس تایمز این فیلم را به‌عنوان یکی از گران‌ترین شکست‌های باکس آفیس در تمام دوران فهرست کرد، در حالی که رکوردهای جهانی گینس آن را به‌عنوان بزرگ‌ترین بمب باکس آفیس تمام دوران فهرست کرد. فهرست بزرگ‌ترین بمب‌های باکس آفیس نشان می‌دهد که هنوز بهتر از پنجمین بدترین بازنده تمام دوران‌ها نیست (محدوده‌ها متفاوت است) که تورم را تا سال ۲۰۲۳ ممکن می‌سازد.

## واکنش انتقادی
در راتن تومیتوز این فیلم بر اساس ۴۱ نقد، با میانگین امتیاز ۴٫۹ از ۱۰، امتیاز ۳۹ درصدی را دارد. در متاکریتیک، این فیلم بر اساس نظرات ۲۰ منتقد، ۳۷ درصد امتیاز دارد که نشان‌دهنده «بررسی‌های عموماً نامطلوب» است. تماشاگرانی که توسط سینماسکور مورد بررسی قرار گرفتند به فیلم نمره "B-" در مقیاس A تا F دادند.